# Isborsk
Isborsk (russisch Изборск) ist ein Dorf mit einer altrussischen Burg westlich von Pskow, unweit der estnischen Grenze.

## Geschichte
Isborsk ist mit Weliki Nowgorod und Beloosero die am frühesten erwähnte Burg in der altrussischen Geschichtsschreibung.
Es liegt in ursprünglich ostseefinnischem Siedlungsgebiet, möglicherweise dem der Tschuden. 862 hatten laut Nestorchronik die Stämme der Ilmensee-Slowenen, der Tschuden, Kriwitschen und Wes Führer der Rus als Fürsten eingeladen. Isborsk wurde Sitz von Truwor, eines Bruders des Rurik. Ab 907 war Pskow offensichtlich die beherrschende Burg der Region.
Die nächste Erwähnung der Burg in altrussischen Chroniken ist auf das Jahr 1233 datiert, als Isborsk vorübergehend vom livländischen Schwertbrüderorden besetzt wurde. Bis ins 16. Jahrhundert dauerten die immer wiederkehrenden Auseinandersetzungen mit den Ordensrittern. 1330 wurde die Burg an einem anderen Ort neu errichtet. Das älteste davon erhaltene Gebäude ist der Turm Lukowka. Er war der einzige Steinbau der Umgebung und komplettierte einen Holzwall. Bis ins 15. Jahrhundert wurden sieben weitere Steintürme und die steinerne Kremlmauer errichtet.
1510 kam Isborsk zum Großfürstentum Moskau. Die Christi-Geburt-Kirche im Isborsker Kreml wurde im 16. Jahrhundert errichtet. 1581–1582 gehörte es infolge des Livländischen Krieges zur Polnischen Adelsrepublik, bevor es gemäß Vertrag von Jam Zapolski an Moskau zurückgegeben wurde.
Ab 1708 gehörte Isborsk zum Gouvernement Ingermanland (1710 umbenannt in Gouvernement Sankt Petersburg), von 1772 bis 1920 zum Gouvernement Pskow.
Nach dem 1920 geschlossenen Frieden von Dorpat verlief die russisch-estnische Grenze östlich von Isborsk, so dass die Stadt unter der estnischen Bezeichnung Irboska zu Estland kam. Im Zweiten Weltkrieg wurde sie unter deutscher Besatzung weitgehend zerstört. Als Estland 1945 an die Sowjetunion fiel, wurde auch die Grenze zwischen den beiden der Russischen SFSR und der Estnischen SSR nach Westen verschoben. Seither ist Isborsk wieder russisch.

## Archäologische Ausgrabungen
1924 fanden Ausgrabungen unter Leitung des schwedischen Archäologen Birger Nerman statt. Weitere Ausgrabungen führte Alexander Artemjew 1985–1987 im Rahmen seiner Untersuchung der Geschichte der Städte der Republik Pskow im 13. und 14. Jahrhundert durch.

## Museum
Seit 1998 befindet sich in Isborsk ein Museum, u. a. für Steinkreuze.